# Blastobasis ochreopalpella
Blastobasis ochreopalpella is een vlinder uit de familie spaandermotten (Blastobasidae). De wetenschappelijke naam is voor het eerst geldig gepubliceerd in 1858 door Wollaston.
De soort komt voor in Europa.